# Huppelrath
Huppelrath ist eine Wüstung auf dem Gebiet des Kerpener Stadtteils Buir in direkter Nähe zum Merzenicher Ortsteil Bürgewald (bis Juli 2024 Morschenich) im Rhein-Erft-Kreis, Nordrhein-Westfalen. Bei der Anlage handelte es sich um einen adeligen befestigten Hof oder eine kleine Wasserburg, die Ende des 19. Jahrhunderts aufgelassen wurde.

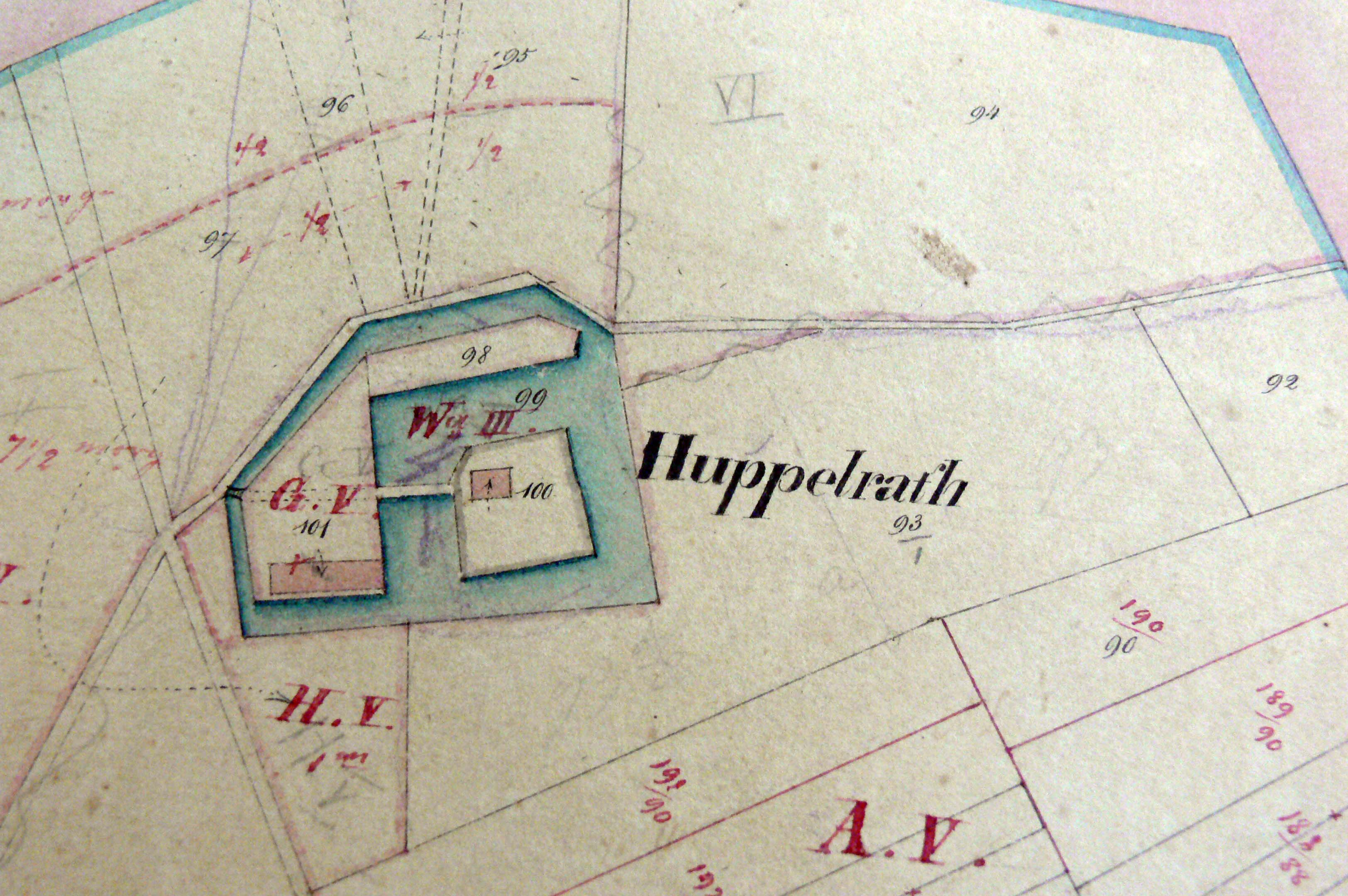
Bild der zweiteiligen Anlage Huppelrath, die Gräben zwischen Haupt- und Vorburg sind farblich gekennzeichnet.

## Namensherkunft
Die Namensendung auf -rath gehört zur Gruppe der Ortsnamen auf -rad, -rod, -roda, -rode oder -rath und bezieht sich auf eine frühmittelalterliche Rodung, bei der zur Anlage neuer Ackerflächen eine Lichtung in den Wald hineingesetzt wurde. Auch wenn Huppelrath zweifelsohne zu dieser Gruppe gehört, ist sein Gründungsdatum nicht bekannt. Solche Orte wurden im Rheinland im Zeitraum zwischen 1100 und 1300 gegründet, möglicherweise schon um 800, wie Untersuchungen an der Kirche in Richrath vermuten lassen.

## Lage
Huppelrath lag etwa 2000 m nordwestlich von Buir. Im 20. Jhdt. wurden viele Ackerflächen im Rahmen der Flurbereinigung umgestaltet, sodass die einstige Wegführung heute nicht mehr zu erkennen ist. Etwa 500 m südwestlich der Ortslage befinden sich heute der Lambertshof und die Autobahn A4.
Den Großteil seiner Geschichte war die Anlage dicht von Wald umgeben, während dieser insbesondere in den letzten Jahren der Ortsgeschichte infolge von Rodungen stark zurückging. Die letzten Karten zeigen Huppelrath Ende des 19. und Anfang des 20. Jahrhunderts bereits mit heutigem Landschaftsbild auf offener Feldflur liegend.

## Bauliche Gestaltung

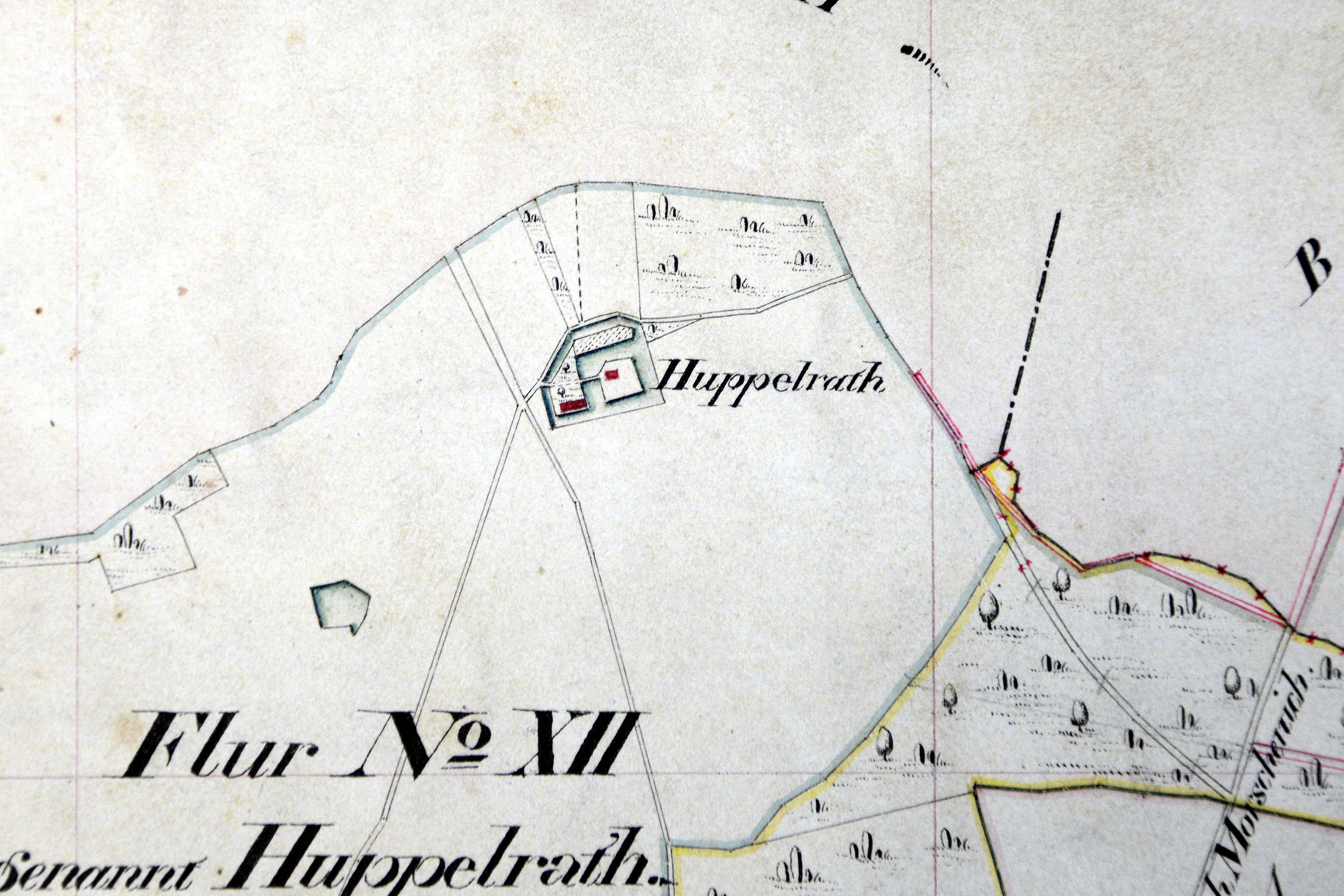
Flurkarte von 1927 mit Huppelrath, erkennbar ist hier die als bewaldet dargestellte Vorburg.

Die genaue Gestalt sowie eventuelle bauliche Veränderungen der Burganlage Huppelrath sind nicht bekannt. Sicher ist jedoch, dass die Anlage aus zwei baulich getrennten Teilen bestand, die beide von einem Wassergraben umgeben waren. Das Gelände der Vorburg nahm bogenförmig den westlichen und südlichen Teil der Anlage ein. Die Hauptburg erstreckte sich auf etwa einem Viertel der Anlage und war nur über einen Zugang von Süden her zu erreichen. Weitere Annäherungshindernisse wie Palisaden sind denkbar, können jedoch nicht nachgewiesen werden. Auf der Preußischen Kartenaufnahme von 1891 wird nur noch das Gebäude auf der Hauptburginsel dargestellt, der Graben der Vorburg scheint hier ebenfalls nicht mehr zu existieren. Auf einer Flurkarte von Buir aus dem Jahr 1927 finden sich wieder je ein Gebäude in der Haupt- und Vorburg, allerdings wird letztere als bewaldet dargestellt. Über das Verschwinden der Vorburg gibt es keine Aufzeichnungen, jedoch ist sicher, dass diese weder durch Bautätigkeit noch durch Kiesabbau verschwunden ist.
Huppelrath wird mal als Festes Haus und mal als Burg bezeichnet, ist jedoch aufgrund der Aufteilung in eine Hauptanlage und eine Vorburg als Rheinische Wasserburg anzusprechen.

## Geschichte
Älteren Theorien zufolge wurde Burg Huppelrath in der frühen Neuzeit zwischen 1500 und 1600 errichtet. Funde mittelalterlicher Keramikscherben, insbesondere blaugraue Kugeltopfscherben und bemalte Pingsdorfer Keramik in den 1950er Jahren belegen jedoch eine längere Siedlungstätigkeit. 1331 ist ein Ritter Namens Ludwig von Huprechrode als Pächter des Altenberger Hofes Forst (bei Mahnheim) urkundlich belegt. 1511 und 1530 wurde Huppelrath dann als Burglehen von Nideggen vergeben.
Vermutlich hatte Huppelrath als Anlieger der Bürgewaldes ebenfalls ein Anrecht auf dessen Nutzung, welches die umliegenden Gemeinden Morschenich, Buir, Merzenich und Manheim ebenfalls besaßen. Diese hatten laut einer lokalen Legende das Nutzungsrecht vom heiligen Arnold von Arnoldsweiler erhalten, der in einer Wette mit Karl dem Großen den Wald als Geschenk erhalten hatte. Als Gegenleistung für die Nutzungsrechte mussten die bis zu 49 Bürgewaldgemeinden jedes Jahr am Pfingstdienstag eine Wachsspende nach Arnoldsweiler in die Kirche bringen. Im Zuge der Anti-Kohle-Bewegung wurde dieser Brauch teilweise wiederbelebt und fortgeführt.
1860 wird die Anlage noch mit zwei Gebäuden und sechs Bewohnern verzeichnet, wenige Jahre später im Jahr 1871 leben nur noch drei Bewohner auf der Burg. 1893 taucht sie dann nicht mehr auf. Laut mündlichen Überlieferungen soll sich dort am Ende des 19. Jahrhunderts ein zu diesem Zeitpunkt allerdings bereits verfallenes Fachwerkgebäude befunden haben. In der Preußischen Kartenaufnahme von 1891 wird Huppelrath letztmalig verzeichnet. Die Überreste der Burg wurden am 28. Mai 2004 als Burg Huppelrath unter der Nummer BM 159 in die Liste der Bodendenkmäler in Kerpen aufgenommen.

## Gegenwart

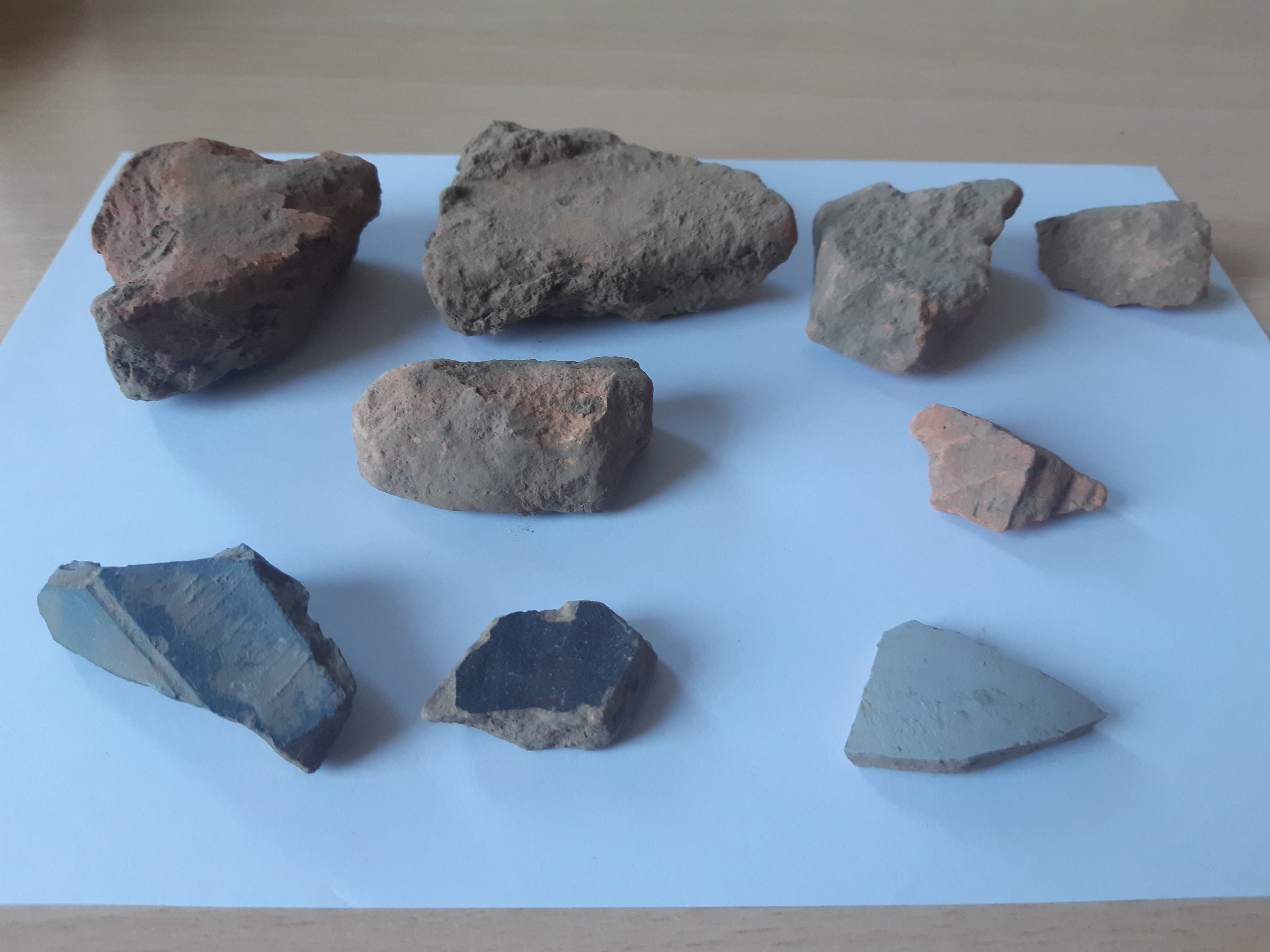
An der Ortslage Huppelrath gefundene Ziegelbruchstücke und Keramikscherben.

Die Fundstelle selbst liegt heute mitten auf einem Feld, es existieren vor Ort keine Hinweise auf die ehemalige Burganlage. Lediglich anhand einer Senke im Gelände ist ihre Position noch zu erahnen. In den 1950er Jahren soll sich hier zudem noch ein See oder Weiher befunden haben, der ursprünglich einen Teil des Grabens bildete. Auf Satellitenbildern kann man durch die unterschiedliche Farbe des Pflanzenwuchses noch heute den Verlauf der Gräben gut erkennen. Vor Ort finden sich immer noch zahlreiche Keramikscherben und Bruchstücke von Ziegelsteinen. Zudem zeigen die Flurnamen „Huppelrath“, „Huppelrather Acker“ und „Am Huppelrather Pfädchen“ noch die Position der Anlage an. Der Weg in Richtung Buir führte über die heute als „Huppelrather Weg“ bezeichnete Ackerfläche.
Das Gebiet, auf dem Huppelrath stand, gehörte zum Tagebauvorland und sollte der geplanten Erweiterung des Tagebaus Hambach weichen. Laut Plan wäre die Fläche ab etwa 2025 abgebaggert worden. Aufgrund anhaltender Proteste, insbesondere in und um den Hambacher Forst wurde der Kohleausstieg im Rheinischen Revier vorgezogen. Dadurch konnten der Nachbarort Bürgewald, und somit auch die Ortslage Huppelrath erhalten bleiben.

## Trivia
Um 1840 soll der damalige Besitzer Huppelraths, ein Herr Strack, der Schule in Morschenich zwei Parzellen Land vermacht haben mit der Auflage, dass die Schulkinder täglich das „Vater Unser“ beten sollen. Nach dieser Begebenheit soll das Grundstück, auf dem sich heute das Feuerwehrgerätehaus befindet, lange Zeit als „Vater-unser-Grundstück“ bezeichnet worden sein. Genutzt wurde es lange Zeit vom Schulleiter Beyenburg als Gartenland.
Etwa zwanzig Kilometer nördlich der ehemaligen Ortslage existiert ein weiterer Ort Namens Huppelrath, der aus zwei Höfen besteht und etwa zweihundert Meter westlich des Ortes Jackerath in der Nähe des Tagebaus Garzweiler liegt. Beide Orte dürfen nicht verwechselt werden mit dem ca. 60 km entfernten Hubbelrath.